# زمان لائوس

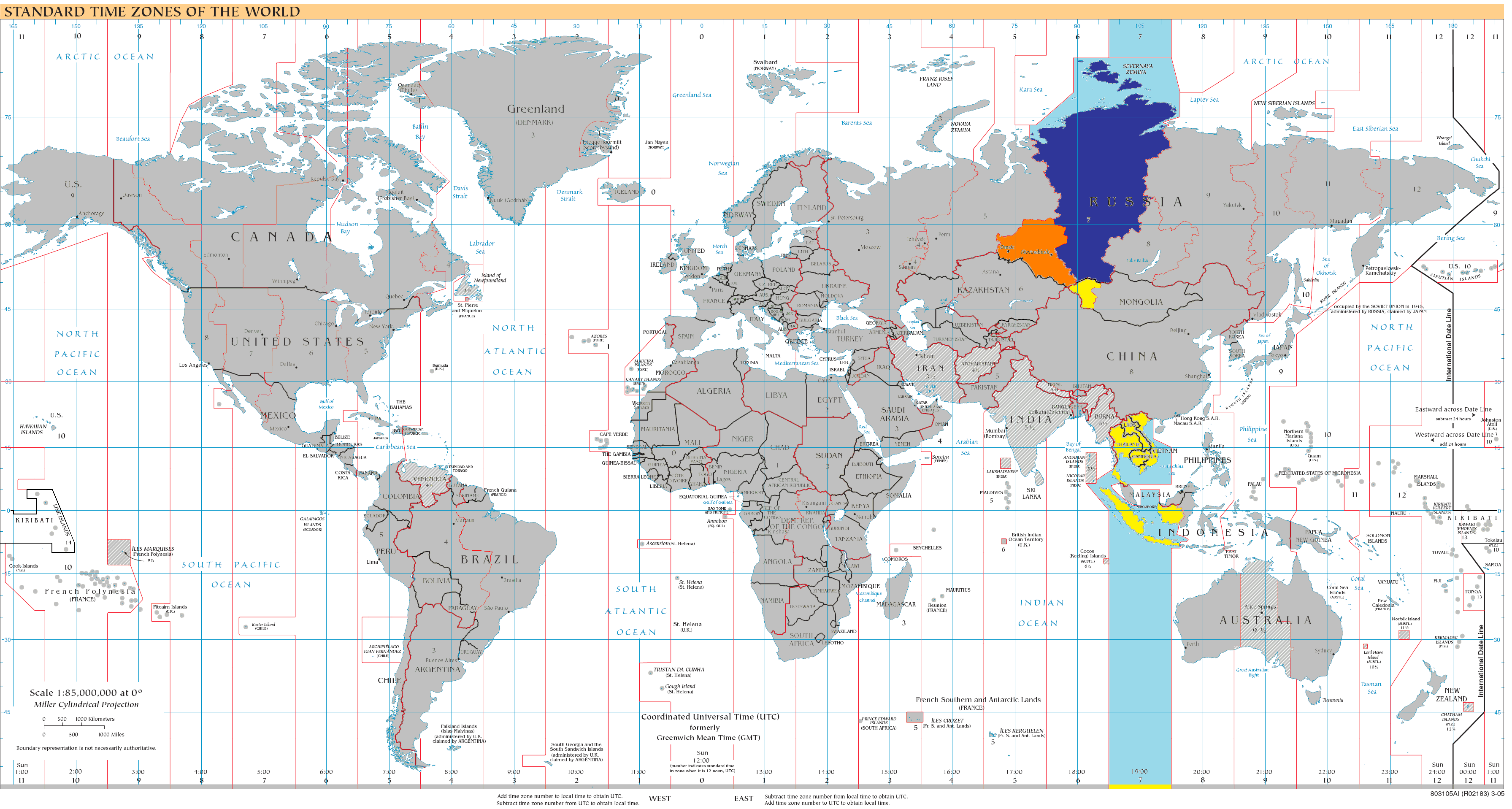
مناطق استفاده‌کننده از زمان لائوس در نقشه مشخص شده است

زمان لائوس یک موقعیت زمانی واقع در کشور لائوس است که با یوتی‌سی ۷:۰۰+ (ICT) هماهنگ است. این زمان از ساعت تابستانی پیروی نمی‌کند. لائوس با کامبوج، تایلند، ویتنام، جزیره کریسمس و ناحیه غربی اندونزی منطقه زمانی یکسانی دارد.